# 아사미즈촌
아사미스촌(浅水村)은 1956년까지 미야기현 도메군 북부에 있던 촌이다.

## 역사
- 1874년 10월 17일 - 미즈사와현에 의해 아사미즈촌을 비릇해 1촌과 합병해 아사미즈촌이 성립하였다.
- 1889년 4월 1일 - 정촌제 시행과 함께 아사미즈촌 단독으로 촌제를 시행하였다.
- 1956년 4월 1일 - 이시노모리정, 다카라에촌, 우와누마촌과 합병해 나카다정이 되었다.

## 교통

### 철도노선
- 센보쿠철도

※마이야역은 기타카미 강을 사이에 두고 동쪽에 위치한 마이야정의 가장 가까운 역. 합병 직후인 1956년 4월 16일, 요네야~아사베역 사이에 고지마역이 개업하였다.

## 참고문헌
- 『宮城県町村合併誌』（宮城県地方課、1958）